# Jaume Uriach i Lafita
Jaume Uriach i Lafita (Barcelona, 1 de març de 1904 - Barcelona, 18 de novembre de 1983) fou un futbolista català de les dècades de 1920 i 1930

## Trajectòria
En els seus inicis també se'l conegué com a Uriach II, perquè el seu germà Joan Uriach també fou futbolista i porter. Ambdós jugaren al FC Barcelona. Jaume començà a destacar l'any 1924 al FC Lleida, on hi romangué fins al 1927. Aquest any ingressà al FC Gràcia. Un any més tard fitxà pel FC Barcelona, on jugà durant tres temporades. Formà part de l'equip que guanyà la primera lliga de la història, la temporada 1928-29, debutant a primera divisió el 24 de març de 1929 enfront del Club Esportiu Europa (F.C. Barcelona 5 - C.E. Europa 2). En total disputà 16 partits a Primera en aquestes tres temporades. L'agost de 1931 signà contracte amb el FC Martinenc. Disputà un partit amb la selecció catalana de futbol l'any 1931.

## Palmarès
- Campionat de Catalunya de futbol:
  - 1929-30, 1930-31
- Lliga espanyola:
  - 1928-29